# ジョージ・プランタジネット (ベッドフォード公)
ベッドフォード公ジョージ・プランタジネット（George Plantagenet, Duke of Bedford, 1477年3月 - 1479年3月）は、イングランド王エドワード4世とエリザベス・ウッドヴィルの第8子、三男である。
ジョージは1477年3月にウィンザー城で生まれ、恐らく翌1478年にベッドフォード公位を与えられた。ベッドフォード公位はかつてジョージ・ネヴィルが保持していたが、「公爵位を保てる財産がない」という理由で、議会により公位を剥奪された。1478年にアイルランド総督に任命されたが、名目上の地位であり、そしてほとんどアイルランドに滞在することはなかった。
ジョージは2歳で死去した。おそらく流行していた腺ペストによると考えられている。1479年3月22日にウィンザー城のセントジョージ礼拝堂に埋葬された。